# Leptochilus salicinus
Leptochilus salicinus là một loài thực vật có mạch trong họ Polypodiaceae. Loài này được (Hook.) C. Chr. miêu tả khoa học đầu tiên năm 1905.